# Harry Geithner
Harry Geithner (né Harry Geithner Cuesta le 9 mars 1967 à Bogota, Colombie), est un acteur et homme d'affaires mexicain d'origine colombienne.

## Biographie
Il a deux sœurs, Aura Cristina et Catherine et un frère John.
Avant de se consacrer à sa carrière d'acteur, il étudie l'administration des entreprises et devient homme d'affaires. Il crée deux entreprises aussi bien au Mexique qu'en Colombie. Il est aussi photographe professionnel.
À 26 ans il se met à étudier l'Art Dramatique et de la Voix à l'Académie Conarte, ce que n'approuve pas sa mère.
Il participe dans son pays natal à la telenovela Café con aroma de mujer. Puis il va au Mexique où il signe un contrat avec Televisa pour incarner le personnage Lencho dans la telenovela Te sigo amando. 
Il gagne des récompenses comme 'Los ACE' de New York en 1999 et 'Las Palmas de Oro' en 1997.

## Filmographie

### Telenovelas
- 1994 : Café con aroma de mujer : Dr. Carmona
- 1994 : Paloma
- 1996-1997 : Te sigo amando : Lencho
- 1998-1999 : Ángela : Julián Arizpe
- 2001 : María Belén : Rogelio García Marín
- 2002 : Entre el amor y el odio : Everardo Castillo
- 2003 : Amor real : Teniente Yves Santibañez De La Roquette
- 2004 : Amy, la niña de la mochila azul : Dr. César Ballesteros
- 2004-2005 : Inocente de ti : Gustavo
- 2006 : La verdad oculta : Leonardo Faidella
- 2007 : Zorro, l'Épée et la Rose (El Zorro, la espada y la rosa) : Comandante Ricardo Montero
- 2008 : El juramento : Diego Platas
- 2008 : La traición : Francisco "Paquito" de Morales
- 2009-2010 : Hasta que el dinero nos separe : Edgar Marino "El Zorro"
- 2010-2011 : Eva Luna : Francisco Conti
- 2012 : Maldita : Esteban Zuñiga
- 2012 : Un refugio para el amor : Óscar Gaitan
- 2013 : Libre para amarte : Napoleón Vergara
- 2014-2015 : Voltea pa' que te enamores : Doroteo
- 2015 : Amores con trampa : Esteban Cifuentes
- 2016 : Un camino hacia el destino : Leopoldo Arellano
- 2016 : Sueño de amor : Gustavo Mendoza

### Séries et émissions de télévision
- 1994 : Sueños y espejos
- 1997 : Mujer, casos de la vida real
- 1999 : A que no te atreves
- 2004 : El escándalo de mediodía
- 2005 : Nunca te diré adiós : Ricardo Alvarado
- 2007 : Tiempo final
- 2009 : Los simuladores
- 2005-2010 : Don Francisco presenta
- 2011 : No me hallo : Abelardo
- 2012 : Mi sueño es bailar
- 2012-2014 : Como dice el dicho : Mauro/René/Sebastián

### Films
- 1991 : Encuentro de valientes
- 1998 : La leyenda del pistolero
- 1999 : Matar o morir
- 1999 : Caminos chuecos
- 2000 : Texana 100 X #5 : Comandante Al Espino
- 2000 : Los muertos no hablan
- 2000 : La banda de los cholos 2
- 2000 : Acoso prohibido
- 2001 : Sotana roja
- 2001 : Orquídea sangrienta
- 2001 : Niños y criminales
- 2001 : Narcos contra sotanas
- 2001 : Asesinos de ilegales
- 2002 : El patrón mas chingón en prisión
- 2002 : Carreras parejeras
- 2002 : Detrás del paraíso
- 2003 : Carne de cañón
- 2004 : Zona de silencio: Paralelo 27 : Julio
- 2006 : Testigo protegido
- 2007 : La Santa Muerte